# Лапінський Михайло Микитович
Миха́йло Мики́тович Лапі́нський (6 червня 1862 в Смолигівці біля Чернігова — 1947,  Загреб) —  лікар-психіатр і невролог, один із засновників Київської школи неврологів, перший завідувач кафедри нервових хвороб медичного факультету Київського імператорського університету святого Володимира.
Був дійсним членом Київського клубу російських націоналістів.
У 1919 році емігрував до Загребу в Югославію. У місцевому університеті організував кафедру і клініку нервових і душевних хвороб. У лютому 1921 року затверджений професором цієї кафедри, яку очолював протягом 25 років.
1947 року помер у Загребі.